# 叶瀬千紗
叶瀬 千紗（かなせ ちさ、1998年2月21日 - ）、日本のモデル、女優、歌手、ライバーである。新潟県出身。株式会社RLOIN所属。

## 来歴
2015年7月19日 ステラプロモーション入所
2015年8月〜2016年2月 アイドルグループきらめき座じぇいぴー
2016年4月1日〜6月6日 アイドルユニット #ChisaSara
2016年7月19日〜ソロ活動中
2016年7月25日〜Live.meオフィシャルユーザー
2017年4月22日〜新潟テレビ21 egg!Live レギュラー
2022年2月5日〜株式会社321 所属 Pocochaライバー
2023年4月7日〜株式会社RLOIN Pocochaライバー

## 出演

### テレビドラマ
- クレオパトラな女たち 第7話（2012年5月30日、日本テレビ）エキストラインタビュー
- 日曜劇場 流星ワゴン 第7話（2015年3月1日、TBSテレビ）エキストラ
- 曰くつき 第2話（2016年7月12日、千葉テレビ放送）『ドリームセブン』内のドラマパート：凛 役

### バラエティ番組
- ドリームセブン（2016年7月26日、千葉テレビ放送）MCアシスタント
- egg!Live (2017年4月22日〜、新潟テレビ21)レギュラー出演

### CM
- 新潟日報サービスネット折込チラシキャンペーンWebCM

### ラジオ
- ラジオですいません（2015年12月20日・2016年11月20日、レインボータウンエフエム放送）
- インスタントジョンソンじゃいのサンデーちゃ〜ん！（2016年7月31日・11月20日、レインボータウンエフエム放送）
- ちいぴょんRADiO（2017年4月1日-、エフエム浦安）

### モデル
- サロンモデル
- Snappiモデル
- DARML 保湿マスク広告モデル
- モデルメーカー撮影会（2016年7月17日・2017年4月30日）
- Live.me SNS広告バナーモデル
- 撮影会in山梨（2016年8月19日）
- 新潟日報 折込チラシキャンペーン(2017年6月30日〜2019年7月) 新潟駅・長岡駅・新発田駅・直江津駅構内・黒崎PA内掲載
- 新潟日報 折込チラシキャンペーン(2017年7月1日〜2017年9月1日)新潟県内全線・全車両広告掲載
- ミクチャ原宿駅構内広告モデル（2020年12月24日〜2021年1月31日)
- 新潟日報 折込チラシキャンペーン(2021年2月28日〜)
- Picoolマスク 池袋駅広告(2021年4月27日〜)

### イベント・ライブ
- 新潟テルサ ミニコンサート（2016年2月21日）
- 原宿おでかけイベントvol.1（2016年4月2日）
- 4番組合同イベント内 ファッションショー、ラジオ公開収録、ライブ（2016年7月24日）
- デビューシングルリリース記念イベント（2016年8月21日）
- 都電落語会二周年記念感謝祭（2016年8月22日）
- 大阪おでかけイベントvol.2（2017年2月18日）
- プレミアムパークイベント（2017年2月25日・26日、イオンモール新潟南）
- Ty Japan × 劇団バルスキッチン ファッションショー(2020年1月23日・2020年1月24日)
- Ty Japan ぬいぐるみスピリット(2021年2月17日〜2021年2月21日) ハーモニー役

### MV
- Fo'xTails 2ndシングル『InnocentGraffiti』（2015年7月22日発売）

## 作品
| 枚 | リリース日     | タイトル              | タイアップ                                      |
| -- | -------------- | --------------------- | ----------------------------------------------- |
| 1  | 2016年 8月21日 | Hello! Brilliant day! | 千葉テレビ放送「ドリームセブン」9月エンディング |